# Качкеев, Кадыркул
Кадыркул Качкеев (1905, Теплоключенка, Пржевальский уезд, Семиреченская область, Туркестанский край, Российская империя — 3 февраля 2001, Бишкек) — советский хозяйственный, государственный и политический деятель.

## Биография
Родился в 1909 году (по другим данным — в 1905 году) в селе Теплоключенка (ныне — Ак-Суу, центр Ак-Суйского района Иссык-Кульской области; по другим данным — в с. Кереге-Таш того же района) в семье дехкан. В 1916 году вместе с родными бежал в Китай. Потеряв родителей, после Октябрьской революции вернулся в родные места со старшим братом.
С 1924 (?) года — в Красной Армии: курсант, помощник командира взвода Кыргызского кавалерийского дивизиона. Был принят в ВКП(б). В 1929 году боролся с басмачами в Таласской долине Кыргызстана, командовал разведгруппой пулемётчиков; был награждён грамотой и именным оружием.
С ноябре 1930 года учился в Среднеазиатском коммунистическом университете имени В. И. Ленина (Ташкент), по окончании которого в 1933 году заведовал культурно-пропагандистским отделом в Чуйском райкоме партии, затем работал прокурором в Ат-Башинском, Таласском, Балыкчинском районах.
В годы Великой Отечественной войны — член пленума и второй секретарь Иссык-Кульского обкома КП(б) Киргизии. С 1943 года учился в Высшей партийной школе при ЦК ВКП(б), по окончании которой (1945) был избран председателем Ошского областного Совета депутатов трудящихся. С июля 1950 года — министр хлопководства Киргизской ССР; с 1953 года в течение 17 лет — постоянный представитель Совета Министров Киргизской ССР при Совете Министров СССР. В последующем работал директором Киргизской конторы в/о «Лекарспром» при Медпроме СССР, заместителем председателя Центрального совета Киргизского общества охраны природы.
Избирался депутатом (от Киргизской ССР) Совета Национальностей Верховного Совета СССР 2-го (1946—1950) и 3-го (1950—1954) созывов.
Умер в 2001 году.

## Награды
- четыре ордена Трудового Красного Знамени[2].
- Памятная золотая медаль «Манас-1000» (15 августа 1995 года)[6]